# Andrés Gómez
Juan Andrés Gómez Santos (* 27. Februar 1960 in Guayaquil) ist ein ehemaliger ecuadorianischer Tennisspieler.
In seiner Karriere gewann er drei Grand-Slam-Titel, die US Open 1986 und French Open 1988 im Doppel sowie die French Open 1990 im Einzel. In der Weltrangliste stieg er im Einzel bis auf Platz 4, während er die Doppelrangliste ab 1986 für 13 Wochen anführte.

## Karriere
Der Linkshänder Gómez gewann 1977 die U18-Südamerikameisterschaft und begann 1979 auf der ATP Tour zu spielen. Bereits im ersten Jahr schlug er die damalige Nummer 3 der Welt, Vitas Gerulaitis, beim Turnier in Quito. 1980 gewann er fünf Titel im Doppel.
Bei den US Open unterlag er 1981 dem späteren Sieger Jimmy Connors nur knapp (7:6, 3:6, 1:6, 6:4, 6:7). Drei Monate später gewann er in Bordeaux seinen ersten Einzeltitel mit einem 7:6, 7:6, 6:1 gegen Thierry Tulasne; außerdem gewann er dort an der Seite von Belus Prajoux auch die Doppelkonkurrenz. Mit seinem damaligen Stammpartner, dem deutschstämmigen Chilenen Hans Gildemeister, gewann er im selben Jahr noch vier weitere Turniere.
1982 siegte er bei den ATP-Turnieren in Rom und Quito im Einzel und mit Gildemeister (der diesmal auch den Einzeltitel gewann) sicherte er sich erneut den Doppeltitel in Bordeaux. Während er 1983 nur ein Turnier (Dallas) gewinnen konnte, siegte er 1984 in Nizza, Rom, Washington, Indianapolis und Hongkong im Einzel sowie in Wembley mit Ivan Lendl im Doppel. Er war damit endgültig in der Weltelite angekommen. 1985 gewann er drei Doppeltitel und in Hongkong erneut den Einzeltitel.
Das Jahr 1986 markierte einen weiteren Höhepunkt in seiner Karriere. Gómez gewann mit Gildemeister bzw. Lendl sechs ATP-Turniere und an der Seite von Slobodan Živojinović das Finale der US Open gegen Joakim Nyström und Mats Wilander. 1986 wurde er auch die Nummer 1 der Doppel-Weltrangliste. Außerdem gewann er vier Einzeltitel.
1987 gewann er mit Gildemeister die Doppelturniere von Monte Carlo und Boston sowie das Einzelturnier von Forest Hills. 1988 gewann er seinen zweiten Grand-Slam-Titel im Doppel. Mit Emilio Sánchez Vicario schlug er im Finale der French Open Anders Järryd und John Fitzgerald mit 6:3, 6:7, 6:4 und 6:3. Außerdem gewann er mit Živojinović das Hallenturnier von Tokio. 1989 gewann er zwei Einzel- und zwei Doppeltitel.
1990 erreichte Gómez sein erstes und einziges Grand-Slam-Finale im Einzel. Bei den French Open besiegte er den jungen Andre Agassi in dessen ebenfalls erstem Grand-Slam-Finale mit 6:3, 2:6, 6:4 und 6:4. Im selben Jahr erreichte er mit Platz 4 seine beste Platzierung in der ATP-Weltrangliste. Außerdem gewann er die Turniere in Madrid und Barcelona, bei letzterem mit Javier Sánchez auch das Doppel.
Seinen letzten Einzeltitel gewann er 1991 in Brasília, seinen letzten Doppeltitel 1992 in Barcelona, wiederum an der Seite von Javier Sánchez. 1993 beendete Gómez offiziell seine Profikarriere, trat jedoch noch bis 2000 für die ecuadorianische Davis-Cup-Mannschaft im Doppel an, meist mit Nicolás Lapentti. Sein letztes Davis-Cup-Einzel gewann er 1995 gegen einen Spieler aus Guatemala.
Insgesamt war Gómez 21-mal bei Einzel- und 33-mal bei Doppelturnieren siegreich. Die ATP gibt das gesamte Preisgeld seiner Karriere mit 4.385.130 US-Dollar an.
Seit 2005 nimmt Gómez an der ATP Champions Tour teil, die er auch schon gewinnen konnte.
Heute betreibt er zusammen mit seinem ehemaligen Fitnesstrainer eine Tennisakademie in seiner Heimatstadt Guayaquil. Andrés Gómez ist der Onkel der ecuadorianischen Tennisprofis Nicolás und Giovanni Lapentti.

## Erfolge
| Legende                                                   |
| Grand Slam (3)                                            |
| Tennis Masters Cup                                        |
| ATP Masters Series Grand Prix Super Series (3)            |
| ATP International Series Gold ATP Championship Series (3) |
| ATP International Series Grand Prix Regular Series (45)   |

| ATP-Titel nach Belag |
| Hartplatz (8)        |
| Sand (43)            |
| Rasen (0)            |
| Teppich (3)          |

### Einzel

#### Turniersiege
| Nr. | Datum              | Turnier          | Belag     | Finalgegner            | Ergebnis                |
| --- | ------------------ | ---------------- | --------- | ---------------------- | ----------------------- |
| 1.  | 27. September 1981 | Bordeaux         | Sand      | Thierry Tulasne        | 7:6, 7:6, 6:1           |
| 2.  | 23. Mai 1982       | Rom (1)          | Sand      | Eliot Teltscher        | 6:2, 6:3, 6:2           |
| 3.  | 7. November 1982   | Quito            | Sand      | Loïc Courteau          | 6:3, 6:4                |
| 4.  | 18. September 1983 | Dallas           | Hartplatz | Brian Teacher          | 6:7, 6:1, 6:1           |
| 5.  | 15. April 1984     | Nizza            | Sand      | Henrik Sundström       | 6:1, 6:4                |
| 6.  | 20. Mai 1984       | Rom (2)          | Sand      | Aaron Krickstein       | 2:6, 6:1, 6:2, 6:2      |
| 7.  | 29. Juli 1984      | Washington       | Sand      | Aaron Krickstein       | 6:2, 6:2                |
| 8.  | 12. August 1984    | Indianapolis (1) | Sand      | Balázs Taróczy         | 6:0, 7:6                |
| 9.  | 28. Oktober 1984   | Hongkong (1)     | Hartplatz | Tomáš Šmíd             | 6:3, 6:2                |
| 10. | 24. November 1985  | Hongkong (2)     | Hartplatz | Aaron Krickstein       | 6:3, 6:3, 3:6, 6:4      |
| 11. | 4. Mai 1986        | Indianapolis (2) | Sand      | Thierry Tulasne        | 6:4, 7:6                |
| 12. | 25. Mai 1986       | Florenz          | Sand      | Henrik Sundström       | 6:3, 6:4                |
| 13. | 27. Juli 1986      | Boston (1)       | Sand      | Martín Jaite           | 7:5, 6:4                |
| 14. | 30. November 1986  | Itaparica        | Sand      | Jean-Philippe Fleurian | 4:6, 6:4, 6:4           |
| 15. | 10. Mai 1987       | Forest Hills     | Sand      | Yannick Noah           | 6:4, 7:6, 7:6           |
| 16. | 16. Juli 1989      | Boston (2)       | Sand      | Mats Wilander          | 6:1, 6:4                |
| 17. | 24. September 1989 | Barcelona (1)    | Sand      | Horst Skoff            | 6:4, 6:4, 6:2           |
| 18. | 15. April 1990     | Barcelona (2)    | Sand      | Guillermo Pérez Roldán | 6:0, 7:6, 3:6, 0:6, 6:2 |
| 19. | 6. Mai 1990        | Madrid           | Sand      | Marc Rosset            | 6:3, 7:6                |
| 20. | 10. Juni 1990      | French Open      | Sand      | Andre Agassi           | 6:3, 2:6, 6:4, 6:4      |
| 21. | 15. September 1991 | Brasília         | Teppich   | Javier Sánchez         | 6:4, 3:6, 6:3           |

#### Finalteilnahmen
| Nr. | Datum             | Turnier           | Belag       | Finalgegner       | Ergebnis                |
| --- | ----------------- | ----------------- | ----------- | ----------------- | ----------------------- |
| 1.  | 17. Februar 1980  | Sarasota          | Sand        | Eddie Dibbs       | 1:6, 3:6                |
| 2.  | 29. November 1981 | Santiago de Chile | Sand        | Hans Gildemeister | 4:6, 5:7                |
| 3.  | 7. Februar 1982   | Denver            | Teppich (i) | John Sadri        | 6:4, 1:6, 4:6           |
| 4.  | 31. Juli 1983     | North Conway      | Sand        | José Luis Clerc   | 3:6, 1:6                |
| 5.  | 7. August 1983    | Indianapolis (1)  | Sand        | Jimmy Arias       | 4:6, 6:2, 4:6           |
| 6.  | 23. Oktober 1983  | Tokio             | Hartplatz   | Eliot Teltscher   | 5:7, 6:3, 1:6           |
| 7.  | 11. November 1984 | Wembley           | Teppich (i) | Ivan Lendl        | 6:7, 2:6, 1:6           |
| 8.  | 28. August 1985   | Indianapolis (2)  | Sand        | Ivan Lendl        | 1:6, 3:6                |
| 9.  | 10. August 1986   | Kitzbühel         | Sand        | Miloslav Mečíř    | 4:6, 6:4, 1:6, 6:2, 3:6 |
| 10. | 2. November 1986  | Hongkong          | Hartplatz   | Ramesh Krishnan   | 6:7, 0:6, 5:7           |
| 11. | 15. November 1987 | Frankfurt         | Teppich (i) | Tim Mayotte       | 6:7, 4:6                |
| 12. | 17. Juli 1988     | Stuttgart         | Sand        | Andre Agassi      | 4:6, 2:6                |
| 13. | 24. Juli 1988     | Washington        | Hartplatz   | Jimmy Connors     | 1:6, 4:6                |
| 14. | 25. Februar 1990  | Philadelphia      | Teppich (i) | Pete Sampras      | 6:7, 5:7, 2:6           |

### Doppel

#### Turniersiege
| Nr. | Datum              | Turnier           | Belag         | Doppelpartner          | Finalgegner                            | Ergebnis                |
| --- | ------------------ | ----------------- | ------------- | ---------------------- | -------------------------------------- | ----------------------- |
| 1.  | 17. Februar 1980   | Sarasota          | Sand          | Ricardo Ycaza          | David Carter Rick Fagel                | 6:3, 6:4                |
| 2.  | 18. Mai 1980       | Hamburg (1)       | Sand          | Heinz Gildemeister     | Reinhart Probst Max Wünschig           | 6:3, 6:4                |
| 3.  | 27. Juli 1980      | Washington        | Sand          | Hans Gildemeister      | Gene Mayer Sandy Mayer                 | 6:4, 7:5                |
| 4.  | 5. Oktober 1980    | Madrid (1)        | Sand          | Hans Gildemeister      | Jan Kodeš Balázs Taróczy               | 3:6, 6:3, 10:8          |
| 5.  | 9. November 1980   | Quito (1)         | Sand          | Hans Gildemeister      | José Luis Clerc Belus Prajoux          | 6:3, 1:6, 6:4           |
| 6.  | 17. Mai 1981       | Hamburg (2)       | Sand          | Hans Gildemeister      | Peter McNamara Paul McNamee            | 6:4, 3:6, 6:4           |
| 7.  | 24. Mai 1981       | Rom               | Sand          | Hans Gildemeister      | Bruce Manson Tomáš Šmíd                | 7:5, 6:2                |
| 8.  | 14. Juni 1981      | Brüssel           | Sand          | Ricardo Cano           | Carlos Kirmayr Cássio Motta            | 6:2, 6:2                |
| 9.  | 27. September 1981 | Bordeaux (1)      | Sand          | Belus Prajoux          | Jim Gurfein Anders Järryd              | 7:5, 6:3                |
| 10. | 4. Oktober 1981    | Madrid (2)        | Sand          | Hans Gildemeister      | Markus Günthardt Tomáš Šmíd            | 6:2, 3:6, 6:3           |
| 11. | 8. November 1981   | Quito (2)         | Sand          | Hans Gildemeister      | David Carter Ricardo Ycaza             | 7:5, 6:3                |
| 12. | 27. September 1981 | Santiago de Chile | Sand          | Hans Gildemeister      | Ricardo Cano Belus Prajoux             | 6:2, 7:6                |
| 13. | 26. September 1982 | Bordeaux (2)      | Sand          | Hans Gildemeister      | Anders Järryd Hans Simonsson           | 6:4, 6:2                |
| 14. | 11. November 1984  | Wembley           | Teppich (i)   | Ivan Lendl             | Pavel Složil Tomáš Šmíd                | 6:2, 6:2                |
| 15. | 28. April 1985     | Marbella          | Sand          | Cássio Motta           | Loïc Courteau Michiel Schapers         | 6:1, 6:1                |
| 16. | 12. Mai 1985       | Hamburg (3)       | Sand          | Hans Gildemeister      | Heinz Günthardt Balázs Taróczy         | 1:6, 7:6, 6:4           |
| 17. | 10. November 1985  | Stockholm         | Hartplatz (i) | Guy Forget             | Mike DePalmer Gary Donnelly            | 6:3, 6:4                |
| 18. | 23. März 1986      | Fort Myers        | Hartplatz     | Ivan Lendl             | Peter Doohan Paul McNamee              | 7:5, 6:4                |
| 19. | 4. Mai 1986        | Indianapolis      | Sand          | Hans Gildemeister      | John Fitzgerald Sherwood Stewart       | 6:4, 6:3                |
| 20. | 11. Mai 1986       | Forest Hills      | Sand          | Hans Gildemeister      | Boris Becker Slobodan Živojinović      | 7:6, 7:6                |
| 21. | 27. Juli 1986      | Boston (1)        | Sand          | Hans Gildemeister      | Dan Cassidy Mel Purcell                | 4:6, 7:5, 6:0           |
| 22. | 3. August 1986     | Washington        | Sand          | Hans Gildemeister      | Ricardo Acioly César Kist              | 6:3, 7:5                |
| 23. | 7. September 1986  | US Open           | Hartplatz     | Slobodan Živojinović   | Joakim Nyström Mats Wilander           | 4:6, 6:3, 6:3, 4:6, 6:3 |
| 24. | 14. September 1986 | Stuttgart         | Sand          | Hans Gildemeister      | Mansour Bahrami Diego Pérez            | 6:4, 6:3                |
| 25. | 26. April 1987     | Monte Carlo       | Sand          | Hans Gildemeister      | Mansour Bahrami Michael Mortensen      | 6:2, 6:4                |
| 26. | 12. Juli 1987      | Boston (2)        | Sand          | Hans Gildemeister      | Joakim Nyström Mats Wilander           | 7:6, 3:6, 6:1           |
| 27. | 5. Juni 1988       | French Open       | Sand          | Emilio Sánchez Vicario | John Fitzgerald Anders Järryd          | 6:3, 6:7, 6:4, 6:3      |
| 28. | 23. Oktober 1988   | Tokio             | Teppich (i)   | Slobodan Živojinović   | Boris Becker Eric Jelen                | 7:5, 5:7, 6:3           |
| 29. | 16. Juli 1989      | Boston (3)        | Sand          | Alberto Mancini        | Todd Nelson Phil Williamson            | 7:6, 6:2                |
| 30. | 17. September 1989 | Genf              | Sand          | Alberto Mancini        | Mansour Bahrami Guillermo Pérez Roldán | 6:3, 7:5                |
| 31. | 15. April 1990     | Barcelona (1)     | Sand          | Javier Sánchez         | Sergio Casal Emilio Sánchez Vicario    | 7:6, 7:5                |
| 32. | 10. November 1991  | São Paulo         | Hartplatz     | Jaime Oncins           | Jorge Lozano Cássio Motta              | 7:5, 6:4                |
| 33. | 12. April 1992     | Barcelona (2)     | Sand          | Javier Sánchez         | Ivan Lendl Karel Nováček               | 6:4, 6:4                |

#### Finalteilnahmen
| Nr. | Datum             | Turnier          | Belag       | Doppelpartner        | Finalgegner                        | Ergebnis      |
| --- | ----------------- | ---------------- | ----------- | -------------------- | ---------------------------------- | ------------- |
| 1.  | 20. Juli 1980     | Boston (1)       | Sand        | Hans Gildemeister    | Gene Mayer Sandy Mayer             | 6:1, 4:6, 4:6 |
| 2.  | 16. November 1980 | Bogotá           | Sand        | Ricardo Ycaza        | Álvaro Fillol Carlos Kirmayr       | 4:6, 3:6      |
| 3.  | 1. Februar 1981   | Viña del Mar     | Sand        | Belus Prajoux        | David Carter Paul Kronk            | 1:6, 2:6      |
| 4.  | 19. Juli 1981     | Boston (2)       | Sand        | Hans Gildemeister    | Raúl Ramírez Pavel Složil          | 4:6, 6:7      |
| 5.  | 11. Oktober 1981  | Barcelona        | Sand        | Hans Gildemeister    | Anders Järryd Hans Simonsson       | 1:6, 4:6      |
| 6.  | 15. Juli 1982     | Washington       | Sand        | Hans Gildemeister    | Raúl Ramírez Van Winitsky          | 5:7, 6:7      |
| 7.  | 6. Februar 1983   | Caracas          | Hartplatz   | Ilie Năstase         | Jaime Fillol Stan Smith            | 7:6, 4:6, 3:6 |
| 8.  | 27. November 1983 | Johannesburg (1) | Hartplatz   | Sherwood Stewart     | Steve Meister Brian Teacher        | 7:6, 6:7, 2:6 |
| 9.  | 15. April 1984    | Nizza            | Sand        | Hans Gildemeister    | Jan Gunnarsson Michael Mortensen   | 1:6, 5:7      |
| 10. | 10. August 1986   | Kitzbühel        | Sand        | Hans Gildemeister    | Heinz Günthardt Tomáš Šmíd         | 6:4, 3:6, 6:7 |
| 11. | 26. Oktober 1986  | Tokio Indoor (1) | Teppich (i) | Ivan Lendl           | Mike DePalmer Gary Donnelly        | 3:6, 5:7      |
| 12. | 23. November 1986 | Johannesburg (2) | Hartplatz   | Sherwood Stewart     | Mike DePalmer Christo van Rensburg | 6:3, 2:6, 6:7 |
| 13. | 19. April 1987    | Tokio            | Hartplatz   | Anders Järryd        | Paul Annacone Kevin Curren         | 4:6, 6:7      |
| 14. | 10. Juli 1988     | Gstaad           | Sand        | Emilio Sánchez       | Petr Korda Milan Šrejber           | 6:7, 6:7      |
| 15. | 22. Oktober 1989  | Tokio Indoor (2) | Teppich (i) | Slobodan Živojinović | Kevin Curren David Pate            | 6:4, 3:6, 6:7 |
| 16. | 29. April 1990    | Monte Carlo      | Sand        | Javier Sánchez       | Petr Korda Tomáš Šmíd              | 4:6, 6:7      |
| 17. | 6. Mai 1990       | Madrid           | Sand        | Javier Sánchez       | Juan Carlos Báguena Omar Camporese | 4:6, 6:3, 3:6 |
| 18. | 25. August 1991   | Schenectady      | Hartplatz   | Emilio Sánchez       | Javier Sánchez Todd Woodbridge     | 6:3, 6:7, 6:7 |